# Movimento de Libertação das Mulheres
El Movimiento de Liberación de la Mujer (MLM) fue un grupo feminista de Portugal que luchó por el derecho a la igualdad de oportunidades y contra la discriminación de género, fundado el 7 de mayo de 1974 por Maria Teresa Horta y Maria Isabel Barreno. 

## Historia

### Antecedentes
Durante el Estado Nuevo, el Código Civil determinó que las mujeres no podían votar y las profesiones de juez, diplomático, militar o policial estaban prohibidas. Si se trataba de operadoras telefónicas o enfermeras, no se les permitía casarse. En el caso de mujeres casadas, era obligatoria la autorización de su marido para trabajar en el comercio, abandonar el país, abrir una cuenta bancaria o tomar anticonceptivos. En cuanto al salario, las mujeres ganaban casi la mitad que los hombres.
La aparición del MLM en Portugal está vinculada al proceso judicial en torno a la obra Novas Cartas Portuguesas (1972) y a la solidaridad en torno a las tres escritoras Maria Teresa Horta, Maria Isabel Barreno y Maria Velho da Costa. El "Proceso de las Tres Marías", resultado de la censura del libro, acusó a las escritoras del delito de ofensa a la moral. El 7 de mayo de 1974, el día en que se leyó la sentencia absolutoria, María Teresa Horta y María Isabel Barreno anunciaron la fundación del Movimiento para la Liberación de la Mujer (MLM), en la puerta del Tribunal da Boa-Hora, en Lisboa.

### Actividad
El objetivo del grupo era luchar contra todas las formas de opresión hacia las mujeres y la discriminación sexista.
Las primeras reuniones informales abrieron espacio para la discusión de los problemas que afectabqn a cada participante y a las mujeres en general. Discutían sobre la discriminación laboral, el desprecio por el ámbito doméstico, la sexualidad y la reproducción impuesta por el discurso patriarcal, la maternidad, el aborto y los anticonceptivos.
El espacio de debate permitió a las participantes vivir un proceso de autoconcienciación: el MLM adoptó este tipo de práctica con el objetivo de permitir a las activistas compartir sus problemas personales para así comprender que estos eran a la vez similares a los de la mayoría de las mujeres. A mediados de abril de 1975, el grupo disponía de un lugar fijo para desarrollar sus reuniones y actividades. Más tarde ubicaron su sede en la Avenida Pedro Álvares Cabral, Lisboa.
Formaron cinco grupos para llevar a cabo las acciones de manera concertada: Grupo de Presión, Grupo Pro-Aborto, Grupo S.O.S, Grupo de Estudio y Grupo de Divulgación.
Su primer folleto, en 1975, exigía la revisión del Código Civil y el derecho a la igualdad de remuneración por el mismo trabajo, el reconocimiento por parte del Estado del trabajo doméstico y guarderías gratuitas para todas las mujeres.
El 13 de enero de 1975, 15 activistas del MLM organizaron una manifestación en el Parque Eduardo VII reclamando el derecho de las mujeres a ocupar el espacio público, contra los símbolos de la opresión femenina y denunciando la violencia machista, el papel de la esposa y la mujer como símbolo sexual. Esta primera manifestación feminista en Portugal terminó siendo boicoteada por un grupo de hombres.
El Diário de Notícias reservó la esquina inferior derecha de la primera página de la edición del día siguiente, declarando que "Los símbolos de la opresión femenina han sido salvados del fuego".  

### Legado
El MLM se ocupaba de un contexto de resistencia a las propuestas de las feministas portuguesas, la sociedad portuguesa no estaba aún abierta a las cuestiones del feminismo y el movimiento no era bien recibido. Sin embargo, su perseverancia persistió y el MLM se formó contra la voluntad de muchos, a pesar de que el nivel de afiliación nunca superó las 50 personas.
Sin embargo, según Isabel Télinhos, que representaba el símbolo sexual femenino, la manifestación logró llamar la atención de las mujeres sobre un mayor papel en la sociedad más allá de la vida doméstica y familiar.
Dos meses después, las calles de Lisboa se llenaron de miles de personas en una manifestación convocada por el Movimiento de Mujeres Democráticas (MDM) y al día siguiente, el Diário de Notícias escribió "las mujeres portuguesas pueden y deben ser una fuerza política". Para esta fecha, MLM había programado una conferencia de prensa y una manifestación, pero ambas fueron canceladas.
Las contradicciones y divisiones internas debilitaron el movimiento y en 1978 ya no tenía ninguna representación. Sin embargo, Madalena Barbosa consideró que éste había tenido gran repercusión en el tejido social, cultural y político portugués.
La reivindicación más grande y más radical de MLM, la despenalización del aborto, persistió entre ex afiliadas del MLM. En 1975, Maria Teresa Horta, Célia Metrass y Helena de Sá Medeiros publicaron el primer libro sobre el aborto en Portugal: Aborto, derecho a nuestro cuerpo (Editorial Futura).
La formación del grupo muestra la estrecha relación entre el movimiento feminista internacional de solidaridad con las autoras de las Nuevas Letras portuguesas y la creación del MLM (mayo de 1974). 
En 2018, Maria Teresa Horta dijo: "Todavía hay una necesidad de una mayor conciencia feminista y que la lucha aún no ha terminado".